# Benjamin Patch
Benjamin Patch (* 21. Juni 1994 in Layton, Utah) ist ein US-amerikanischer Volleyball-Nationalspieler. Der Diagonalangreifer wurde mit den Berlin Recycling Volleys mehrfacher deutscher Meister und Pokalsieger.

## Karriere
Patch begann seine Karriere an der Provo High School. 2013 begann er sein Studium an der Brigham Young University und spielte in der Universitätsmannschaft Cougars. 2015 nahm Patch mit der Nationalmannschaft der Vereinigten Staaten an den Panamerikanischen Spielen in Toronto teil. 2017 gewann er mit dem Team die NORCECA-Meisterschaft. Im gleichen Jahr spielte er in der Weltliga. Danach wechselte er zum italienischen Verein Tonno Callipo Vibo Valentia. 2018 wurde er mit den USA Dritter der Nations League. Anschließend wurde Patch vom deutschen Meister Berlin Recycling Volleys verpflichtet. In der Saison 2018/19 schied er mit der Mannschaft in der Vorrunde der Champions League aus und kam ins Pokal-Halbfinale, bevor er die deutsche Meisterschaft gewann. In der folgenden Saison gab es erneut das Vorrunden-Aus in der Champions League. Patch gewann mit den BR Volleys das DVV-Pokalfinale gegen die SWD Powervolleys Düren und stand beim Saisonabbruch der Bundesliga kurz vor dem Ende der Hauptrunde auf dem ersten Tabellenplatz. In der Saison 2020/21 schieden die Berliner mit Patch im Viertelfinale des DVV-Pokals aus und kam in der Champions League ebenfalls ins Viertelfinale. Anschließend erreichten sie als Tabellendritter der Bundesliga-Hauptrunde das Playoff-Finale gegen den VfB Friedrichshafen und wurden erneut deutscher Meister. Auch 2022 konnten die Berliner mit Patch den deutschen Meistertitel verteidigen. Patch hatte in Berlin noch einen Vertrag bis 2024, der aber zum Ende der Saison 2021/22 aus privaten Gründen ausgesetzt wurde.

## Privates
Im Oktober 2020 outete sich Patch als queer.